# 瞑想する聖フランチェスコ (スルバラン、ロンドン)
『瞑想する聖フランチェスコ』（めいそうするせいフランチェスコ、西: San Francisco en meditación, 英: Saint Francis in Meditation）は、スペインのバロック絵画の巨匠フランシスコ・デ・スルバランが1639年にキャンバス上に油彩で制作した絵画である。画面下部右端の紙片に画家の署名と制作年が記されている。画家が生涯に描いたアッシジの聖フランチェスコを主題とした作品は工房作も含め40点以上が現存しているが、そのうちの大部分が髑髏を手に瞑想にふける聖人を描いたもので、本作はそのうちの1点である。1946年に、チャールズ・エドマンド・ウェッジウッド・ウッド (Charles Edmund Wedgwood Wood) 少佐から遺贈されて以来、ロンドンのナショナル・ギャラリー に所蔵されている。なお、ナショナル・ギャラリーには、さらにもう1点の『瞑想する聖フランチェスコ』が収蔵されている。

## 作品

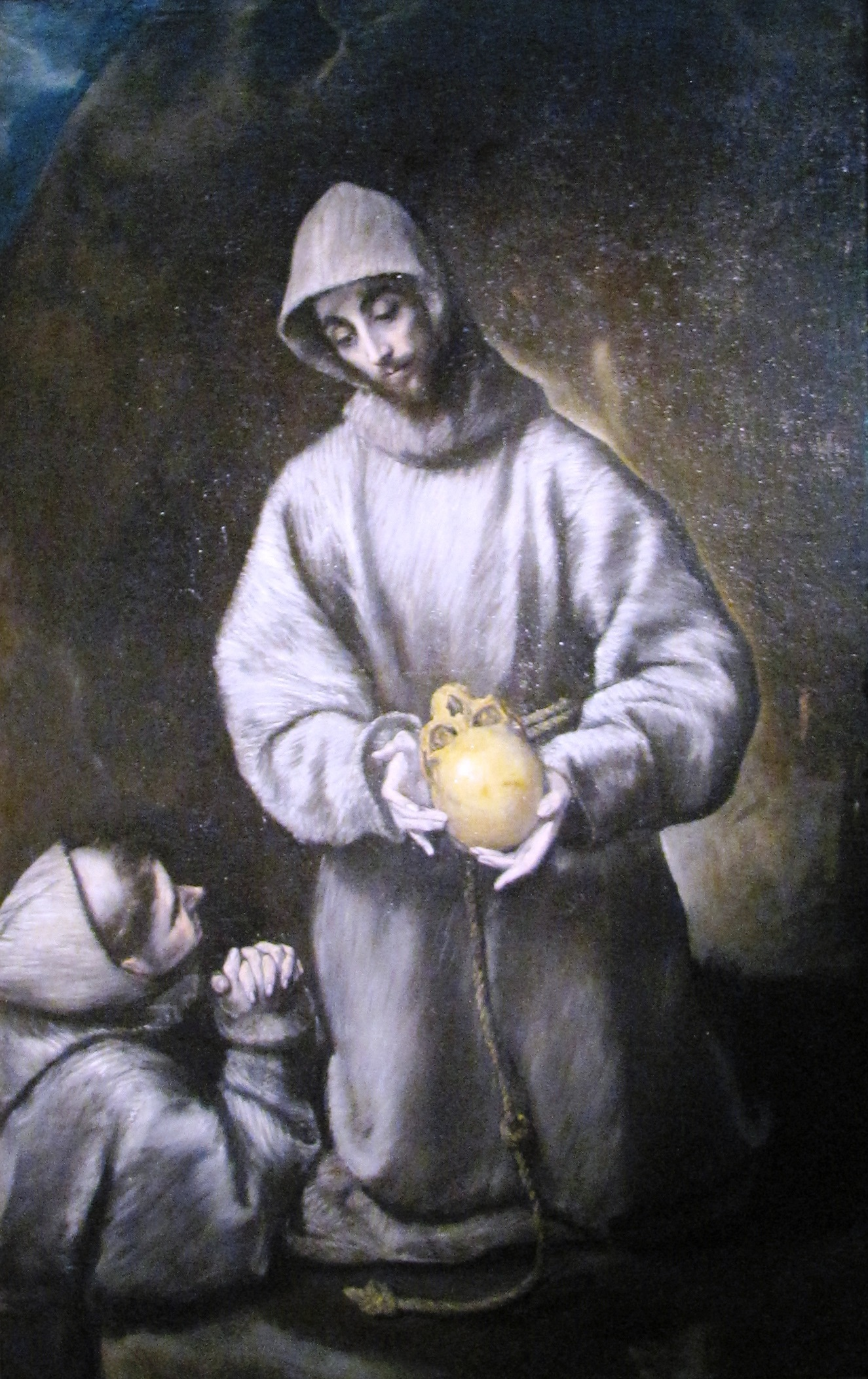
エル・グレコ『アッシジの聖フランチェスコとレオン兄弟』 (1609年) エスコラピオス修道会学院 (モンフォルテ・デ・レモス)

聖フランチェスコは13世紀にフランシスコ会を創立した。彼が纏う擦り切れ、つぎはぎのある衣服は彼の清貧の誓いを想起させる。物質を所有しないで生きるという彼の信念は、「小さな貧者 (il Poverello)」という彼のニックネームを生んだ。
上述のように、スルバランが描いた聖フランチェスコを主題とした作品は大部分が髑髏を手に瞑想している聖人を表しているが、それらは「ハムレット的聖フランチェスコ」と呼ばれる。この図像はエル・グレコによってスペインで有名になったものである。エル・グレコは、聖フランチェスコの生涯のエピソードのうち、その純真な信仰や温かい心を示すものは事実上無視し、かわりにこの聖人を苦行する隠遁者として描くことに専心したが、このような解釈は何ら歴史的解釈にもとづいているものではなかった。おそらく、スルバランは多量に制作されて広くスペイン中に伝播していたエル・グレコとその周辺の作品をもとにして、自身の聖フランチェスコ像を作り出したのであろう。
スルバランは、生涯に聖フランチェスコを幾通りかに変化させて描いている。聖人は暗闇を背にしている時もあれば、風景を背にしている時もある。頭巾を被っていることもあれば、頭巾が肩に掛かっていることもある。さらに重要な相違点として、聖人が頭蓋骨に視線を落としている場合と、神と交信するように視線を上に向けている場合とがある。本作は、後者のタイプに属し、すべての聖フランチェスコを描いた作品の中で最も陰鬱で、演劇的なものである。
一条の強い光が暗闇を貫き、跪いて雄弁な身振りをしている聖フランチェスコの姿を劇的に照らし出している。彼の顔の左側が光を受け、堅固な鼻梁とはっきりとした顎骨が浮かび上がっている。最も些末な細部、すなわち、つぎはぎの衣服を縫い合わせている針目、破れてギザギザになった袖口、光を反射している頭蓋骨の滑らかな表面までがはっきりと照らし出されている。光はまた、聖人の姿のくっきりとした輪郭線を強調している。その効果は、特にゆるやかなカーヴを描きながら上がっていく背中の線において著しい。この輪郭線は、優雅な手振りによって完成される聖人の祈願の上昇方向を強調する役目を果たしている。
跪いている聖フランチェスコは岩に寄りかかっており、その岩の上には本がある。彼が右手に持っている頭蓋骨は死の象徴であり、彼の瞑想の対象であるイエス・キリストの苦難を指し示している。彼の左手にはキリストが磔になった時の傷である聖痕が刻まれている。やや口を開け、その左手を上げている聖フランチェスコの姿は、彼が神と積極的に対話していることを示唆する。

## スルバランの『聖フランチェスコ』

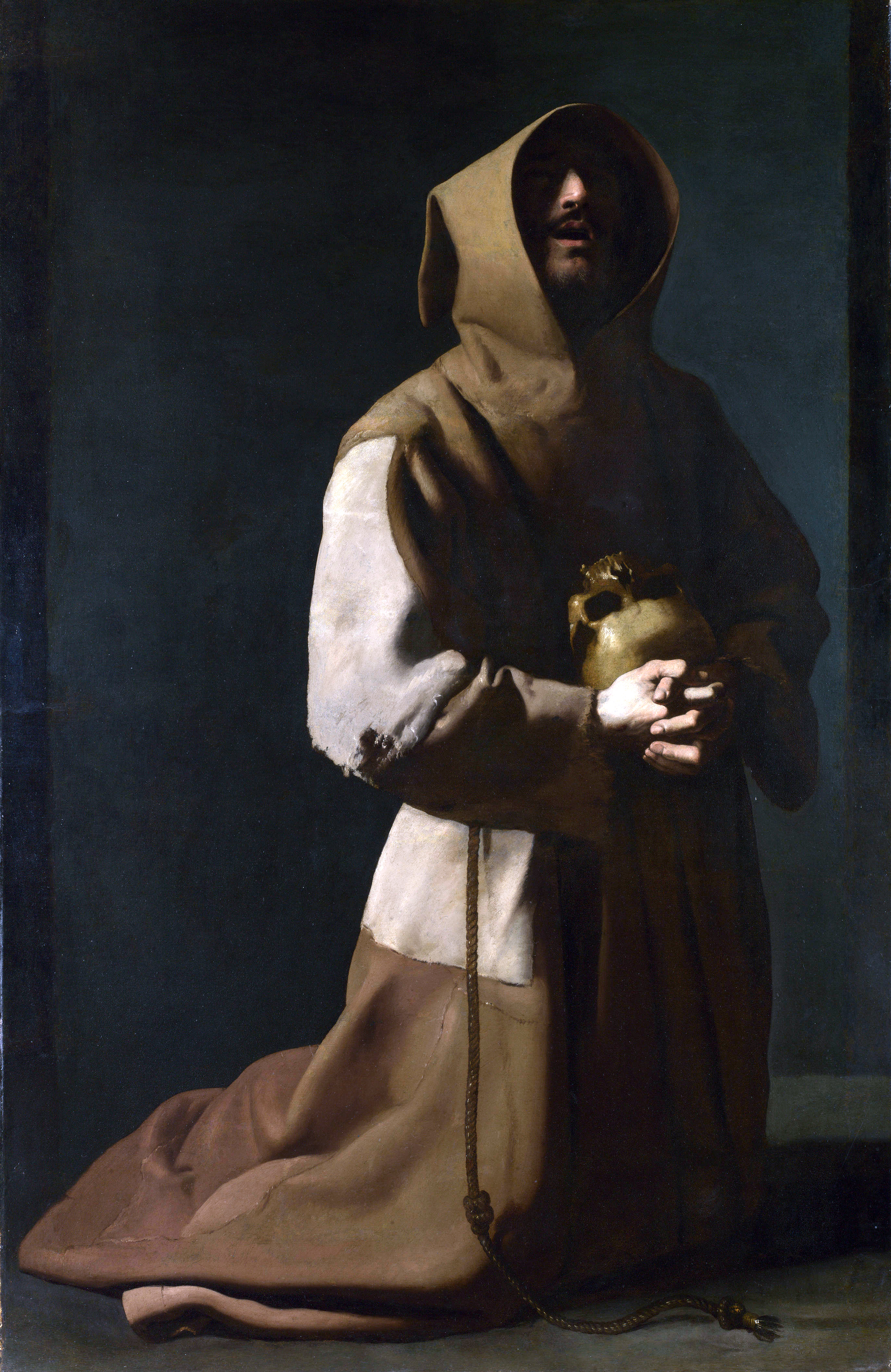
『瞑想する聖フランチェスコ』（1635-1639年）ナショナル・ギャラリー (ロンドン)
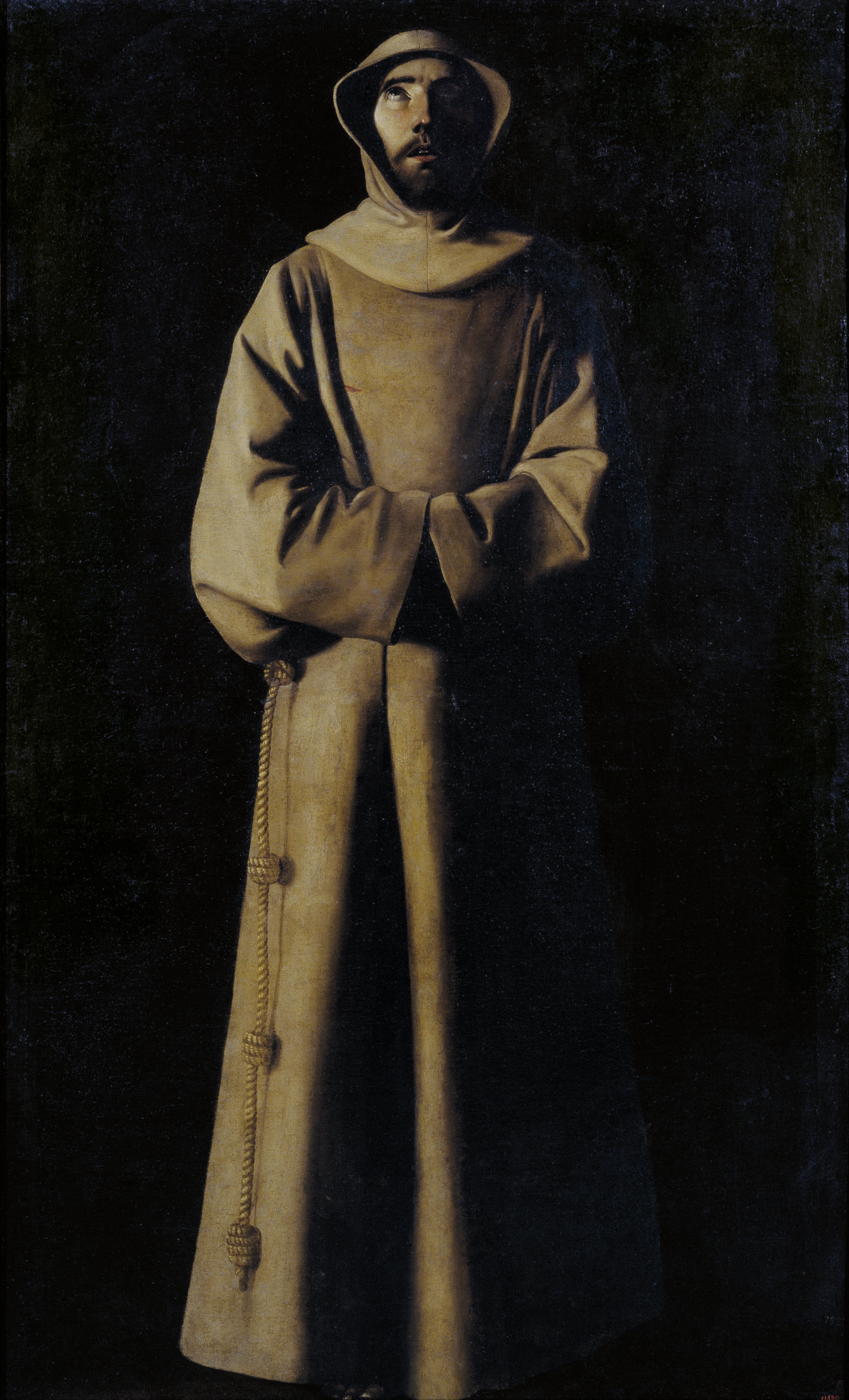
『聖フランチェスコ』（1640年ごろ）カタルーニャ美術館 (バルセロナ)
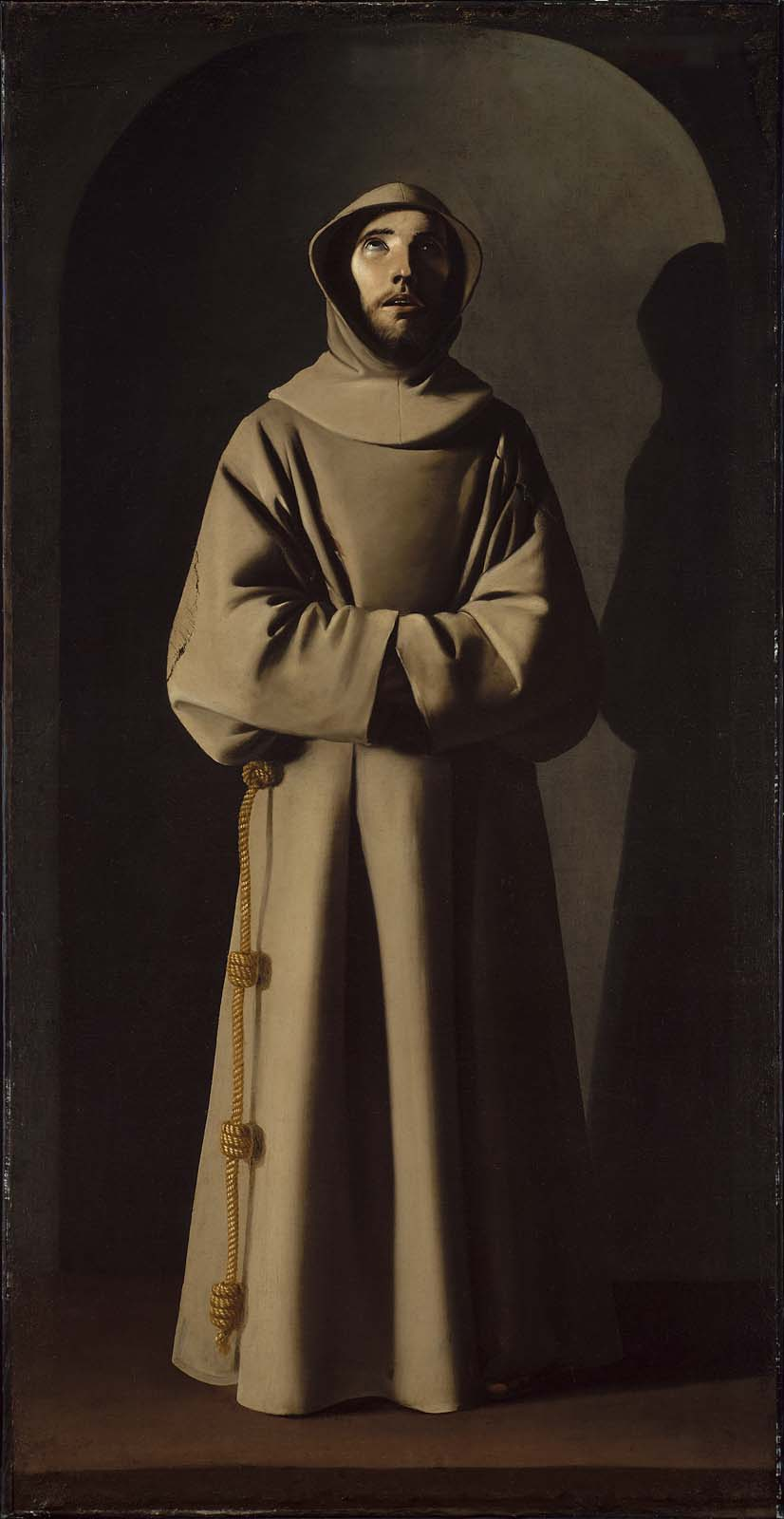
『聖フランチェスコ』（1640-1645年ごろ）ボストン美術館
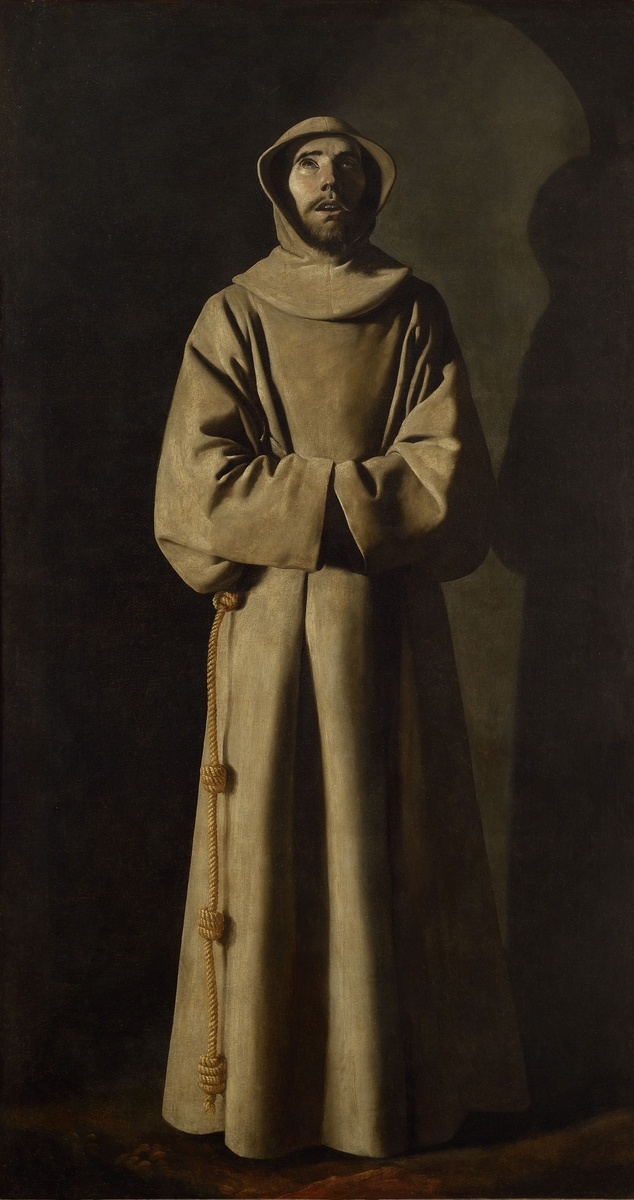
『聖フランチェスコ』（1650-1660年[4]）リヨン美術館
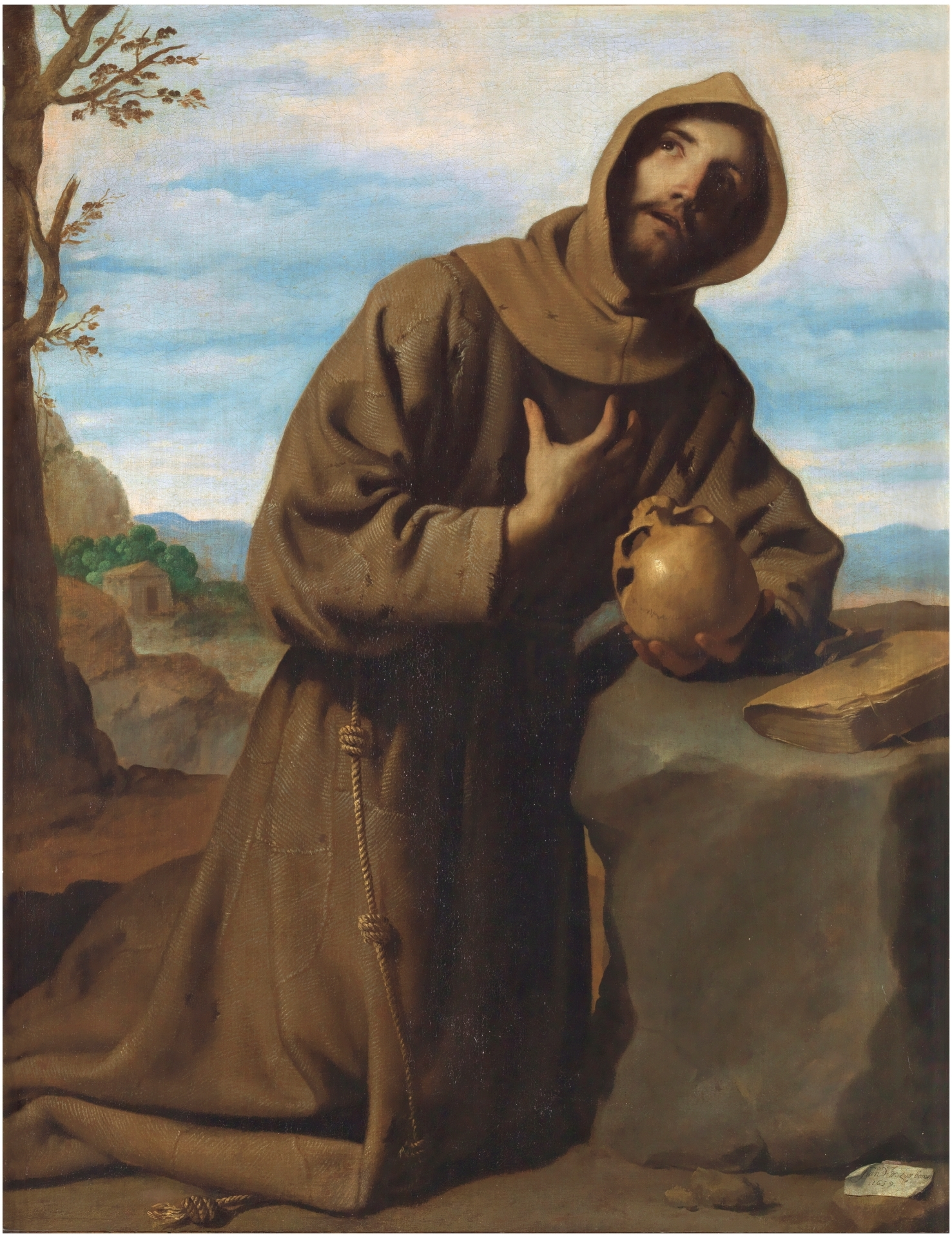
『祈る聖フランチェスコ』（1659年）プラド美術館 (マドリード)
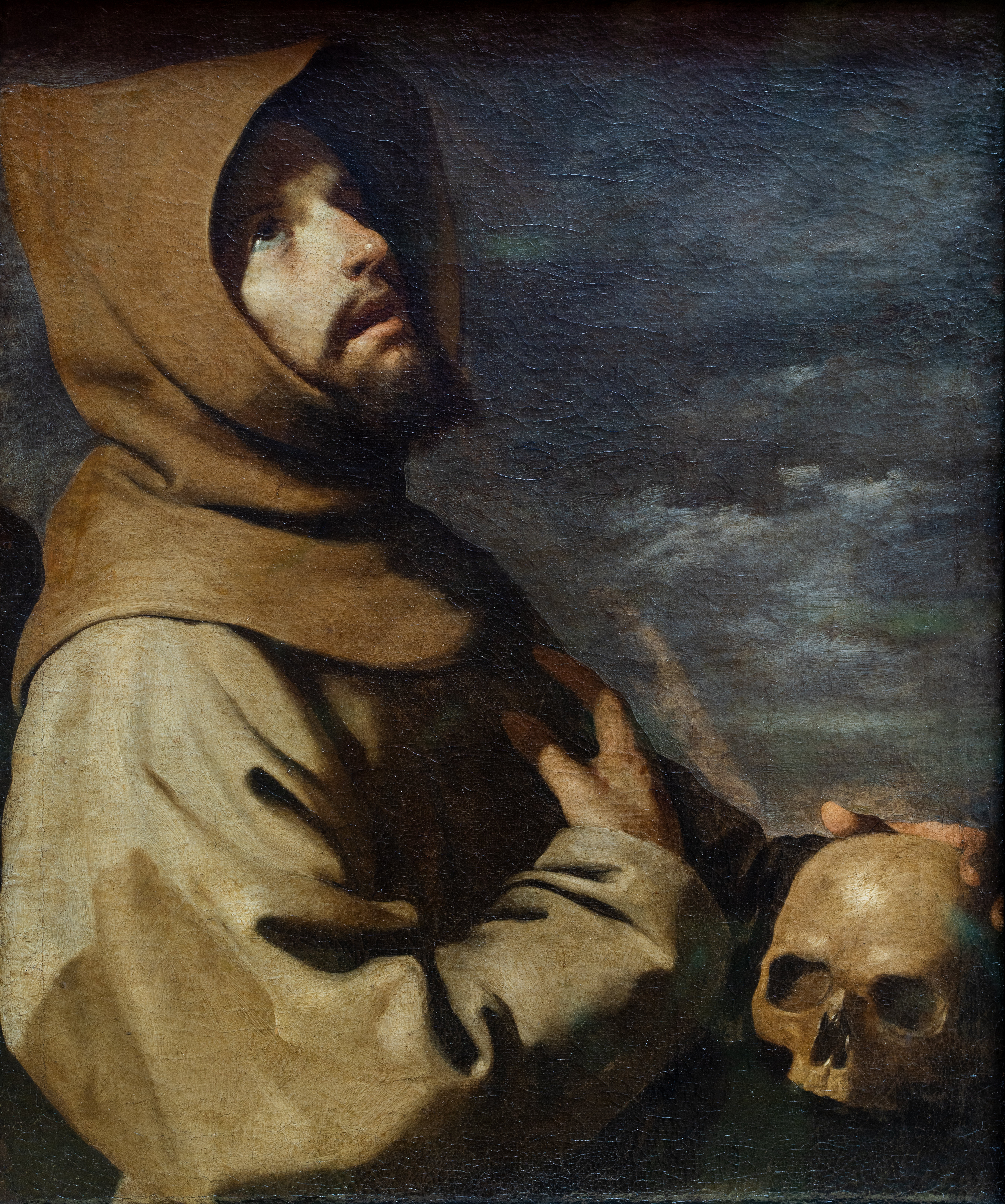
『恍惚の聖フランチェスコ』（1658-1660年）アルテ・ピナコテーク (ミュンヘン)